# Церква Святого Спасителя (Призрен)

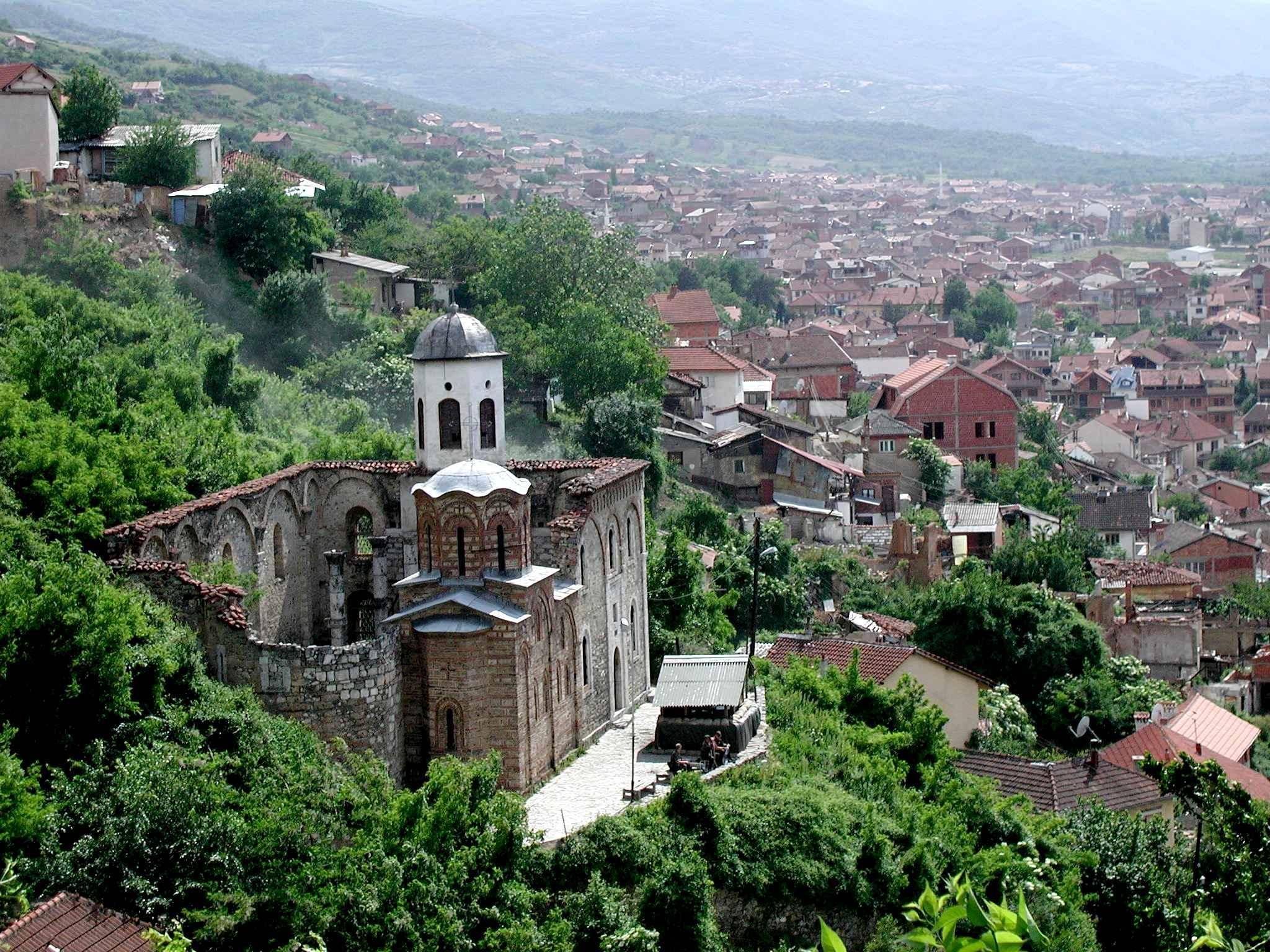
Руїни церкви після подій 2004 року в Косово.

Церква Святого Спасителя (серб. Црква Светог Спаса / Crkva Svetog Spasa) — сербська православна церква, розташована у місті Призрен, Косово, побудована в 1330 році.
Храм був оголошений пам'яткою культури виняткового значення 1990 року й захищений Республікою Сербія. Храм сильно пошкодили косовські албанці під час заворушень 2004 року в Косові.